# توم سميث (لاعب كريكت)
توم سميث (21 مايو 1996 ببرستل في المملكة المتحدة - ) (بالإنجليزية: Tom Smith)‏ هو لاعب كريكت بريطاني. لعب مع نادي مقاطعة غلاموركن للكريكت ‏.

## وصلات خارجية
- توم سميث على موقع إي آس بي آن كريك إنفو (الإنجليزية)